# Pacific Electric Railway Co.
De Pacific Electric Railway Co. (PE) was een van de grootste transportbedrijven van de Verenigde Staten. Zij vervoerde in Los Angeles en wijde omgeving zowel passagiers als vracht. De spoorbreedte was 1435 mm.

## Ontstaansgeschiedenis

Los Angeles Pacific Electric Railways (Red Cars) network (interactive version)

Aanvankelijk werd PE bekend als een vervoerder van vracht en was hiermee in Californië de op twee na grootste onderneming.
Het door PE geëxploiteerde materiaal werd bekend onder de naam ‘Big Red Cars’.

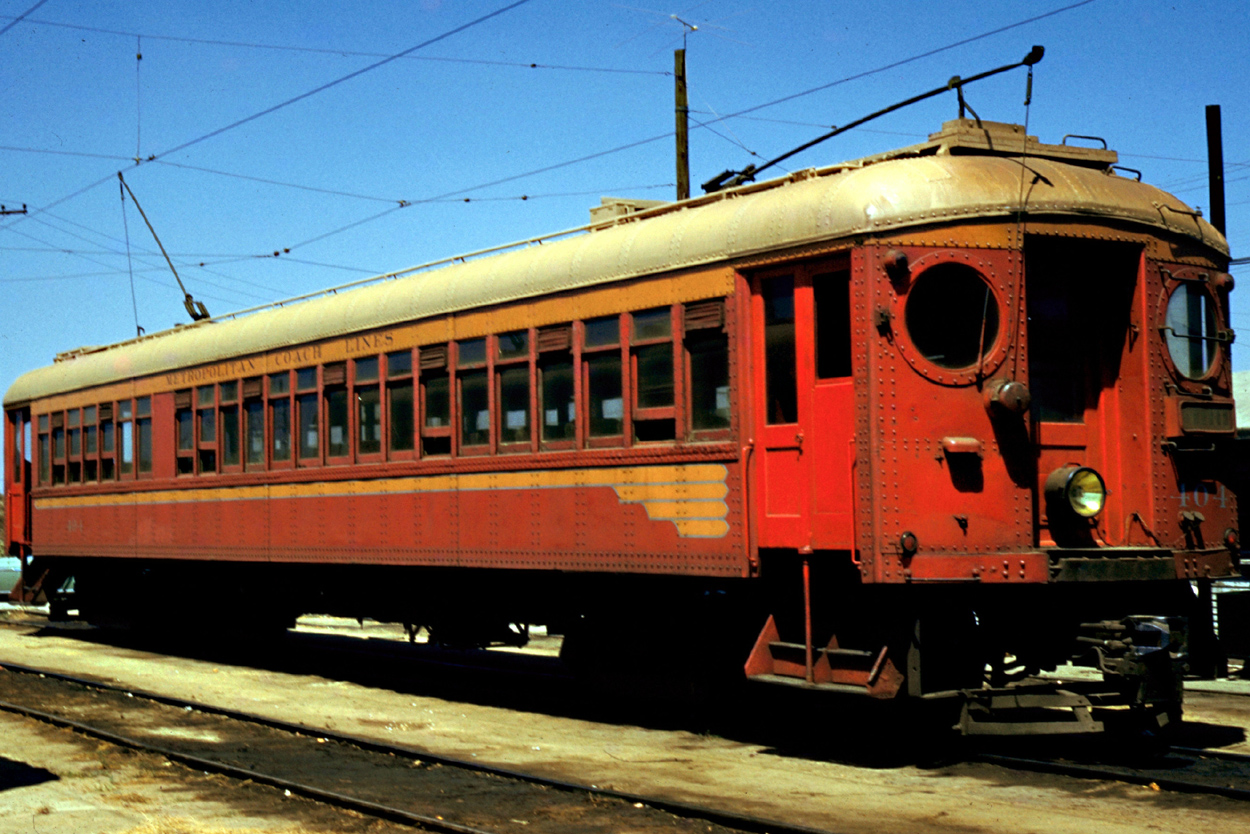
Big Red Car, 1955, Los Angeles

Tijdens de eerste jaren van PE droeg zij in hoge mate bij aan de suburbanisatie van Los Angeles en ontstonden door de ontsluiting met hulp van tramlijnen grote voorsteden zoals Hollywood, Beverly Hills, Glendale en Burbank.
Veel van de voorlopers van de PE (talloze lokale tramondernemingen) hielpen mee aan het ontwikkelen van onroerend goed en deze bedrijfstak had belangrijke (meerderheids)aandelen in deze transportondernemingen.
In 1911 kocht de Southern Pacific Railroad al deze kleine ondernemingen op en verenigde ze in de Pacific Electric Railway. Southern Pacific eiste dat PE zich meer op vrachtvervoer ging toeleggen omdat een goede concurrentie ten opzichte van de toentertijd beperkte capaciteit van vrachtwagens mogelijk was.
De liquiditeit van het bedrijf nam daardoor sterk toe.
Gedurende de jaren 1920 en 1930 nam het belang van de eigen auto een hoge vlucht en kreeg het passagiersvervoer bij PE een meer secundaire rol.
PE reageerde op het eigen autobezit met het aanschaffen van nieuw materiaal en vele autobussen.
De autobus ging meer en meer de zwakke en verliesgevende tramlijnen vervangen, daarnaast werd zij ingezet om aan tramlijnen passagiers toe te voegen (de zogenaamde ‘feeder lines’) maar verving ze in de loop der jaren ook.
In 1941 werden de Glendale en Pasadena divisies in zijn geheel verkocht om de overstap naar de autobus te vereenvoudigen.
In Long Beach en San Bernardino werden alle lokale tramlijnen opgeheven en in zijn geheel niet door buslijnen opgevolgd.
De Tweede Wereldoorlog zorgde ervoor dat de beëindiging van (inter)lokaal tramvervoer tijdelijk stopte. Het was verboden door de overheid om geen onnodige investeringen te doen. Deze moesten in die tijd altijd aan de oorlogsindustrie ten goede komen.
Door de oorlogsinspanningen en de enorme aanspraak die deze industrie op werknemers had, werden werknemers van PE weggezogen en kwam het onderhoud van de trams, de bovenleiding en sporen enorm onder druk te staan.
Gedurende de oorlog werd toch een passagierstoename van 280% bereikt.
Dit was een bewijs dat er al een overvloed aan materiaal was wat op de liquiditeit van het bedrijf een negatieve invloed had.
Zodra de Tweede Wereldoorlog voorbij was keerden passagiers PE massaal de rug toe. Er was weer volop brandstof voor de eigen auto.
De passagiersaantallen daalden scherp en er moesten enkele tariefsverhogingen aan te pas komen om het hoofd boven water te houden. Deze maatregelen veroorzaakten helaas een neerwaartse spiraal want door de tariefsverhogingen verloor men weer klanten.
Een reddingsplan dat inhield dat belangrijke lijnen geheel zouden worden omgebouwd tot metro-achtige proporties werd even als dé oplossing omarmd maar de noodzakelijke fondsen konden niet worden gevonden. Als reactie werden er steeds meer autobussen besteld en tramdiensten (gedeeltelijk) opgeheven.

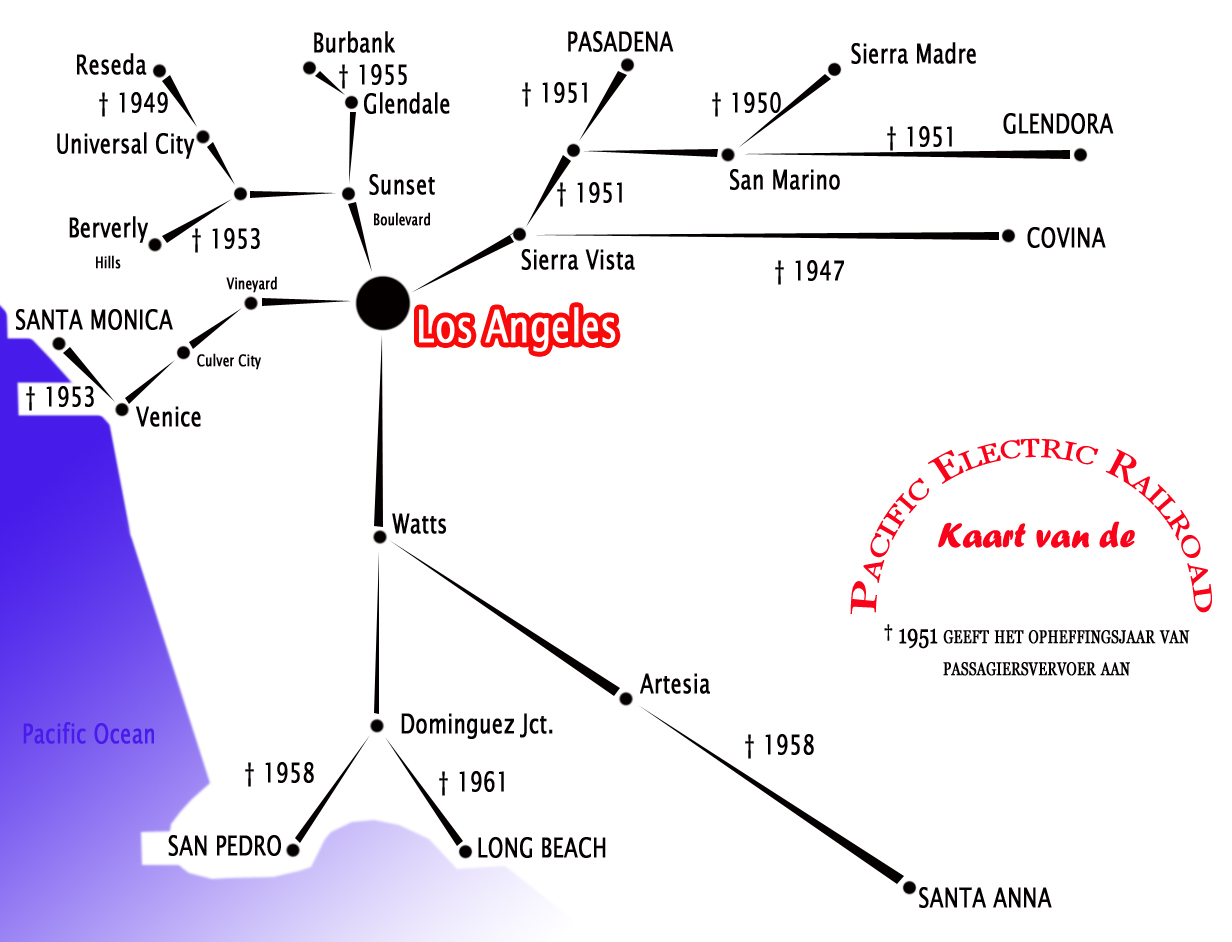
Kaart van PE met de belangrijkste lokale en interlokale tramlijnen

## Opheffing en vervolg
In januari 1945 had PE het volgende materiaal in bezit:
- 334 motorwagens
- 483 passagierswagens
- 44 elektrische locomotieven
- 19 stoomlocomotieven
- 1662 goederenwagens en een tiental ander materiaal.

Het aanleggen van autosnelwegen was een volgende aanslag op de dienstuitvoering van PE en luidde de periode van opheffing in.
De gemeenteraad van Los Angeles was sterk verdeeld over de toekomst van PE maar uiteindelijk won het belang van de autosnelweg het.
Lijn na lijn werd opgeheven en daar kwamen vier- of zesbaanswegen voor in de plaats.
Toen de overheid ook nog ‘property tax’ (een variant op het Nederlandse precariorecht) invoerde zodat belasting moest worden betaald over elke vierkante meter waar sporen lagen, was het einde nabij.
In die tijd waren er zelfs complottheorieën (o.a. uitgewerkt in de film ‘Who framed Roger Rabbit?’) die een gecoördineerde actie tegen PE vermoedden.
Op het moment dat PE zich op het vrachtvervoer wilde toeleggen verkocht zij het passagiersvervoer aan Metropolitan Coach Lines (MCL) eigendom van een in San Diego residerend bedrijf dat meerdere transportondernemingen in Californië in bezat.
Onmiddellijk verving MCL meerdere tramlijnen (waaronder die naar Glendale-Burbank en Hollywood) door buslijnen maar door publieke druk voelde zij zich rond 1958 gedwongen 4 tramlijnen in dienst te blijven houden.
In dat jaar nam de Los Angeles Metropolitan Transit Authority al het openbaar vervoer in Los Angeles over en werden binnen enkele jaren zowel de ex-tramlijnen van PE als die van het stadsvervoer (de ex-Los Angeles Transit Lines) op busvervoer omgezet.
De laatste interlokale lijn naar Long Beach reed in 1961.
Ironisch genoeg was het in 1990 precies dezelfde lijn die weer in dienst werd genomen als de Metro Blue Line. Deze lijn lijkt het meest op de in Europa bekende ‘light rail’ en heeft de overheid toen $760.000.000.- gekost.

## PCC

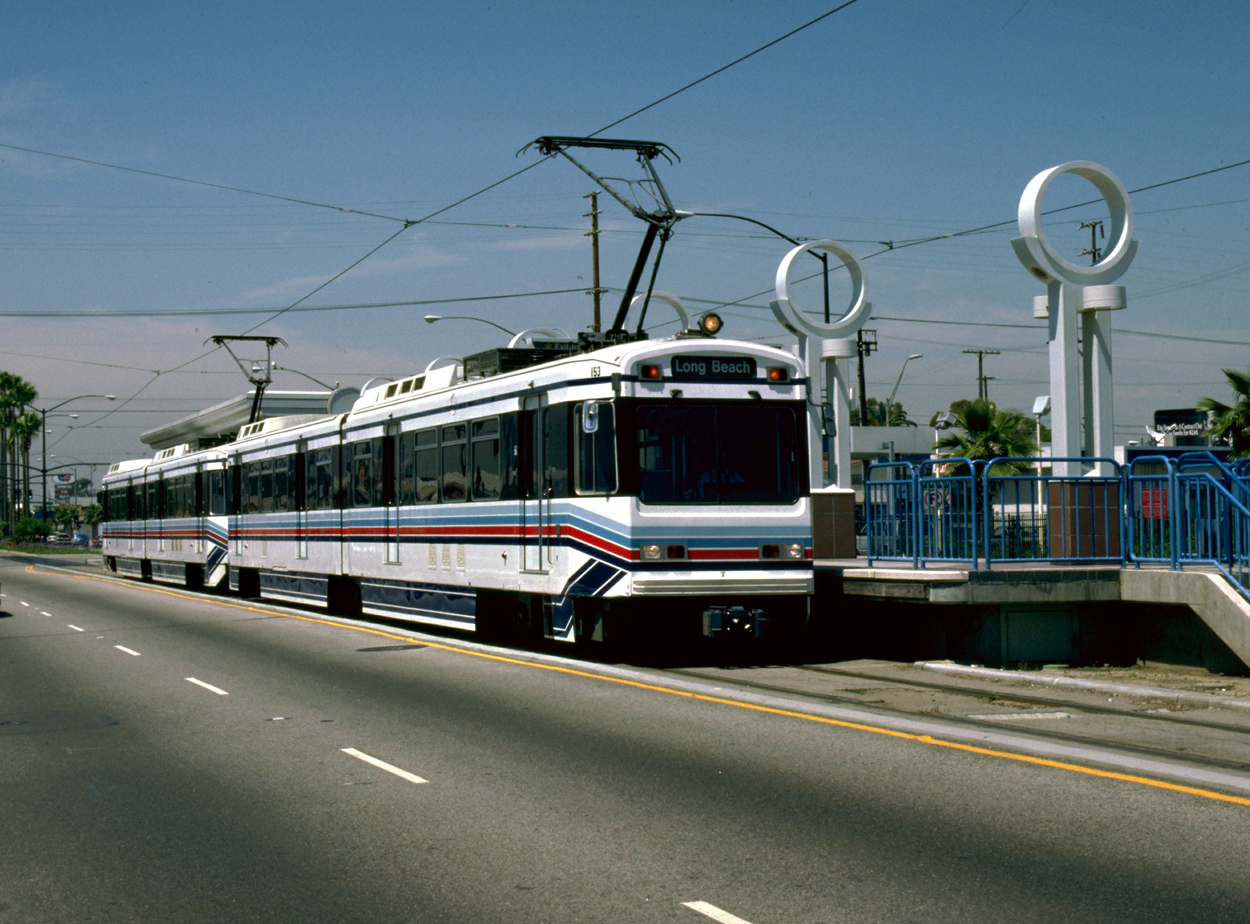
Metro Blue Line: Los Angeles - Long Beach

In 1936 zette PE haar lokale lijn van Los Angeles naar Glendale-Burbank om van complete tramdienst naar alleen tramvervoer in de spitsuren. De bus reed de andere tijden.
Dit veroorzaakte bij het publiek zo’n oproer dat de California State Railway Commission PE gebood deze maatregel ongedaan te maken.
Omdat er voor de herindiensttreding eigenlijk nieuw materiaal nodig was besloot PE in 1939 10 PCC-cars aan te schaffen. Later werd de opdracht, die uitgevoerd werd door Pulman-Standard, tot 30 wagens uitgebreid.
De wagens, 5000-5029 genummerd, waren voorzien van twee bestuurdersplaatsen, een stel dubbele deuren in het wagenmidden en dubbele deuren bij de bestuurder. Ze werden de langste PCC’s die ooit werden gebouwd.
Deze wagens waren ook de eerste PCC-cars die geschikt waren voor het gekoppeld rijden met ander PCC-materieel met een maximum van drie in een tramtrein.
De kleuren waren de gebruikelijke kleuren van PE: een sterk verzadigd rood met oranje en een leverkleurig dak. Daarbij waren zij voorzien van strepen onder de ramen en over de lengte van de wagens. Dit design was op art deco geïnspireerd.
De wagens werden op de lijn tussen Glendale-Burbank en Los Angeles Subway Terminal in 1940 in gebruik genomen en zo werd de gedeeltelijke opheffingsmaatregel uit 1936 opgeheven.
In 1941 kon PE ook PCC-cars op de Venice Short Line inzetten maar hier bleven ook oudere trams in dienst.
Dit was echter van korte duur omdat het onderhoud aan deze lijn zo slecht was geweest dat de PCC-wagens er veel schade van ondervonden.
Al halverwege de jaren 1950 werden deze schitterende wagens in een ongebruikte tunnel opgeslagen waar zij het doelwit van criminaliteit werden.
In 1958 werden pogingen gedaan de trams binnen de VS te verkopen maar dit was bijna onmogelijk gezien de ongebruikelijke lengte.
Uiteindelijk werden de 30 wagens in 1958 verkocht aan een transportbedrijf in Buenos Aires, de Ferrocaril Nacional General Urquiza (FCGU).
Deze maatschappij nummerde de wagens om tot 1500-1529 en maakte ze geschikt voor dienstuitvoering met een derde rail zodat het feitelijk metrotreinstellen werden. Om een doorlopende conducteur mogelijk te maken werden de wagens aan de voorkant voorzien van een deur.
Al in 1962 werden de wagens wegens technische problemen uit dienst genomen.

## Lijnnummering

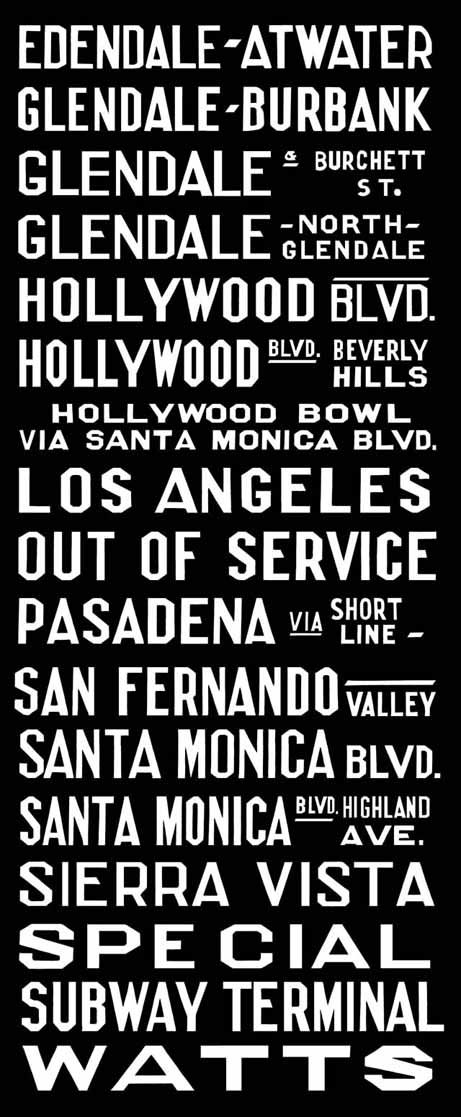
Lijnfilm waarop alle PE-passagiersbestemmingen staan

Pas vanaf 1943 voerde PE voor de eigen administratie lijnnummers toe aan de tramlijnen maar deze waren nooit op de trams zelf te zien. De interlokale lijnen kregen nummers tussen 1 en 17 en de lokale lijnen in Los Angeles 25 tot 33.
De bestemmingen werden aangegeven op een zwarte lijnfilm met witte hoekige letters.